# Ash Carter
Ashton Baldwin (Ash) Carter (Philadelphia (Pennsylvania), 24 september 1954 – Boston (Massachusetts), 24 oktober 2022) was een Amerikaans ambtenaar van de Democratische Partij.
Carter diende als minister van Defensie onder president Barack Obama van 2015 tot 2017. Eerder was hij onderminister van Defensie van 2011 tot 2013 in het kabinet van Obama.
Hij overleed op 68-jarige leeftijd aan een hartinfarct.
- Bibsys: 90070877
- Bibliothèque nationale de France: cb12474195b (data)
- CiNii: DA02218640
- Gemeinsame Normdatei: 1081082739
- International Standard Name Identifier: 0000 0000 7140 8856
- Library of Congress Control Number: n83135227
- Nationale Bibliotheek van Letland: 000017972
- Nationale Bibliotheek van Israël: 987007259562105171
- Nationale en Universitaire bibliotheek Zagreb: 000328896
- Nederlandse Thesaurus van Auteursnamen: 070307679
- Réseau des bibliothèques de Suisse occidentale: 02-A003080175
- SNAC: w6qn692s
- Système universitaire de documentation: 085936561
- Virtual International Authority File: 41940395
- WorldCat: E39PBJkhDM6qwYxbrPvPBCPvpP